# Alfred Huet du Pavillon
Pour les articles homonymes, voir Huet.
Alfred Huet du Pavillon est un botaniste français, né le 1er janvier 1829 à Blain et mort le 18 novembre 1907 à Frohsdorf.

## Biographie
Alfred Huet du Pavillon est le fils d'Edmond Huet du Pavillon, percepteur des contributions directes à Blain, qui sera arrêté pour avoir pris parti pour la duchesse de Berry, et de Mélanie Crouezaud de Launay.
Élève au collège jésuite de Fribourg, il passe son enfance en Suisse où il devient l’élève d’Alphonse Pyrame de Candolle de 1851 à 1852. Il est conservateur de l’herbier de ce dernier de 1852 à 1856. En partie avec son frère, Édouard Huet du Pavillon, il fait plusieurs campagnes d’herborisation en Italie, Sicile, Arménie, dans les Pyrénées, et dans le sud de la France. Les deux frères amassent un important herbier et publient de nombreux exsiccata.
En 1859, Alfred est appelé à Venise (au palais Cavalli) auprès d'Henri d'Artois, comte de Chambord, prétendant légitimiste au trône de France (petit-fils de Charles X), pour assister Armand Moricet (1791-1881), l'administrateur du patrimoine du Prince. Moricet avançant en âge, Huet du Pavillon devient peu à peu le conseiller principal du comte de Chambord et de son épouse (et il sera ensuite l'exécuteur testamentaire — avec Joachim Barrande (1799-1883) — du prétendant, puis — avec son gendre Édouard Frémont (1846-1922) — celui de sa veuve). À la mort d'Armand Moricet en 1881, il lui succède dans sa charge et dans son titre.
C'est aussi Alfred Huet du Pavillon qui recevra les ordres de la comtesse de Chambord pour l'ordonnancement des obsèques de son mari : « d'abord les plus proches parents, don Juan [le comte de Montizón], son beau-frère, s'il était là, ou à son défaut don Carlos [le duc de Madrid], son neveu, puis les princes de Parme, de Toscane, de Naples, et enfin les princes d'Orléans ».